# Feteira (Angra do Heroísmo)
Feteira es una freguesia portuguesa perteneciente al municipio de Angra do Heroísmo, situado en la Isla Terceira, Región Autónoma de Azores. Posee un área de 3,08 km² y una población total de 1 044 habitantes (2001). La densidad poblacional asciende a 339,0 hab/km². Se encuentra en una latitud 38ºN y una longitud 27ºO, estando a 1 m s. n. m.
- Datos: Q1999423
- Multimedia: Feteira (Angra do Heroísmo) / Q1999423

1. ↑  Worldpostalcodes.org,código postal n.º 9700-356.